# سید محمد غرضی
سید محمد غرضی (زاده ۲۳ بهمن ۱۳۲۰ اصفهان) سیاست‌مدار ایرانی است. وی دانش‌آموخته کارشناسی ارشد مهندسی برق از دانشگاه تهران است و فعالیت سیاسی را اواسط دهه ۱۳۴۰ در سازمان مجاهدین خلق آغاز کرد، که منجر به دستگیری وی توسط ساواک گردید. غرضی از جمله افراد نزدیک به سیدروح‌الله خمینی در پاریس بود. وی از بنیانگذاران سپاه پاسداران بشمار می‌آید. غرضی از ۱۳۵۸ تا ۱۳۶۰ استاندار خوزستان بود، از ۱۳۶۰ تا ۱۳۶۴ وزیر نفت و از ۱۳۶۴ تا ۱۳۷۶ به‌عنوان وزیر پست و تلگراف و تلفن فعالیت می‌کرد. غرضی به‌عنوان رئیس هیئت مدیره شرکت مشانیر هم فعالیت داشته‌است.

## زندگی‌نامه
سید محمد غرضی در سال ۱۳۲۰ در اصفهان، متولد شد و بعد از گذراندن تحصیلات ابتدایی و متوسطه در سال ۱۳۴۰ وارد دانشکده فنی دانشگاه تهران شد و موفق به دریافت مدرک کارشناسی ارشد مهندسی الکترومکانیک گردید. وی در سال‌های ۱۳۴۶ و ۱۳۴۷ برای گذراندن دوره‌های تخصصی انتقال و توزیع نیروی برق، از سوی وزارت نیرو، عازم فرانسه شد.
همسر او راضیه سلیمی، هیچ‌گاه پا به عرصه سیاست نگذاشت و خانه‌داری را ترجیح داد. راضیه سلیمی در ۱۷ سالگی و مدت کوتاهی بعد از اتمام تحصیلات دبیرستان با محمد غرضی ازدواج کرد. او دارای سه فرزند پسر به نام‌های طاها حسین، محمد ظهیر، طهورا و یک فرزند دختر است.
غرضی، در سال ۱۳۵۰ به همراه ۶۸ نفر دیگر از اعضای سازمان مجاهدین خلق ایران محاکمه نظامی و به یک سال زندان محکوم شد. او تنها فردی از این گروه بود که در غرب تحصیل کرده بود و ارتباط ضعیفی با این سازمان داشت. به نوشته تقی شهرام، غرضی تنها فردی از آن جمع بود که در دادگاه ابراز ندامت کرد و توبه‌نامه نوشت.
از سال ۱۳۵۳ زندگی سیاسی خود را آغاز کرد و در سال ۱۳۵۵ برای ادامه مبارزات مخفیانه به خارج از کشور رفت و مدتی را در نجف به مبارزه ادامه داد. وی پیش از ترک کشور، به عضویت سازمان مجاهدین خلق ایران درآمده بود. به واسطه سید علی اندرزگو با مبارزین در فلسطین، لبنان و سوریه مرتبط شد.
او در لبنان با نام مستعار «حیدری» توسط سازمان فتح آموزش چریکی دید. بعد از مدتی، خود او از آموزش‌دهندگان مبارزات چریکی در لبنان و سوریه شد. سرلشکر پاسدار سید یحیی رحیم‌صفوی در خاطرات خود عنوان می‌کند، در ماه‌های پایانی حکومت پهلوی، زیر نظر محمد غرضی آموزش مبارزات چریکی را دیده است و سپس با کمک وی مدتی را در فلسطین به مبارزه نظامی علیه اسرائیل پرداخته است. از آن پس، تا رفتن روح‌الله خمینی به پاریس و بازگشت او به ایران، همراه روح‌الله خمینی بود. پس از بازگشت به ایران و وقوع انقلاب، غرضی به معاونت استانداری کردستان منصوب شد. او از جمله مؤسسین روزنامه رسالت، قدیمی‌ترین روزنامه اصولگرای ایران، عضو اولین دوره شورای شهر تهران
و از مؤسسین کمیته انقلاب اسلامی و سپاه پاسداران انقلاب اسلامی بوده‌است. انجمن مهندسین برق و الکترونیک ایران، در سومین جشنواره بانیان علم و صنعت برق ایران از غرضی به عنوان یکی از پیشکسوتان تأسیس و توسعه صنعت برق ایران تجلیل کرد. او از زمان تأسیس تا ۱۳۸۹، در پنج دوره سه ساله، ریاست سازمان نظام مهندسی کشور را بر عهده داشت. او به‌مدت یک سال عضو اولین دوره شورای اسلامی شهر تهران بود. او رئیس هیئت مدیره و مسئول مدیریت شرکت مشانیر، بزرگترین شرکت مشاور وزارت نیرو هم بوده‌است.
غرضی با شعار دولت ضدتورم در انتخابات ریاست جمهوری سال ۱۳۹۲ نامزد گردید و با کسب حدود پانصد هزار رأی در بین شش کاندیدا نفر ششم شد.

## سمت‌ها
پس از پیروزی انقلاب ایران سمت‌های مختلف در سپاه پاسداران، استانداری کردستان و استانداری خوزستان عهده‌دار گردید. در سال ۱۳۶۰ به عنوان وزیر نفت انتخاب و از سال ۱۳۶۴ تا ۱۳۷۶ به عنوان وزیر پست و تلگراف و تلفن در دولت مشغول به خدمت بود. او هم‌اکنون رئیس هیئت مدیره شرکت مشانیر است.

### سپاه پاسداران
غرضی از جمله بنیانگذاران سپاه و یکی از اعضا گروه ۴ نفره فرماندهی آن پس از پیروزی انقلاب ایران بود. وی همچنین عضو گروه ۱۲ نفره هماهنگی و مسئول عملیات‌های سپاه بود. او از جمله سپاهیانی بود که دو تن از فرزندان آیت الله طالقانی را بازداشت کردند که منجر به خروج او از تهران به نشانه قهر شد. وی این اقدام را ربودن فرزندان خود نامید. این اقدام غرضی مورد اعتراض ابراهیم یزدی و چند نفر دیگر از اعضای دولت موقت قرار گرفت. غرضی خود این روایت را قبول ندارد و می‌گوید او پسر طالقانی را آزاد کرده و به او تحویل داده است.

### استانداری خوزستان
در دوره سرپرستی هاشمی رفسنجانی بر وزارت کشور، او غرضی را به جای احمد مدنی به استانداری خوزستان گمارد. در این مدت خوزستان با مسائل مهمی از جمله کودتای نقاب و سقوط خرمشهر درگیر بود.

### مجلس ۱۳۵۹–۱۳۶۰
پس از جریانات منتهی به عزل نخستین رئیس جمهور ایران ابوالحسن بنی صدر و مشکلات به وجود امده برای  احمد سلامتیان نماینده اصفهان در دوره اول مجلس شورای اسلامی و کناره گیری و خروج وی از کشور، سید محمد غرضی در انتخابات میان دوره‌ای شرکت کرد و به جایگزینی وی برگزیده شد.
در دوره ریاست جمهوری خامنه‌ای، هیئتی از نمایندگان مجلس و رئیس جمهور که وظیفه داشت گزینه نخست وزیری را به رئیس‌جمهور معرفی کند، غرضی را هم به عنوان یکی از گزینه‌ها معرفی کرد که حزبی نبود اما مورد تأیید حزب جمهوری اسلامی نیز بود. سید علی خامنه‌ای، رئیس‌جمهور پس از این که ولایتی موفق به کسب رای اعتماد به عنوان نخست وزیر نشد، غرضی را برای نخست وزیری به مجلس معرفی کرد که او هم با ۶۰ نفر موافق و ۸۰ نفر مخالف و ۴۴ نفر ممتنع از ۱۸۴ نفر صاحب رای موفق به کسب رای اعتماد نشد و سپس میرحسین موسوی معرفی و نخست وزیر شد.

### وزارت نفت
در سال ۱۳۶۰ غرضی به وزارت نفت منصوب شد. در دوره وزارت او به دلیل جنگ و شکسته شدن بازار قیمت نفت به ۷ دلار رسید.

### وزارت پست، تلگراف و تلفن
غرضی از سال ۱۳۶۴ تا ۱۳۷۶ به عنوان وزیر پست و تلگراف و تلفن در دولت مشغول به کار بود.
اولین سیم‌کارت تلفن همراه در ایران در این دوره ارائه شد. در آن زمان هزینه اشتراک، هزینه نصب و بهای گوشی ۵ میلیون ریال بود.
او هنگام طرح قانون ماهواره که واردات فروش و استفاده از تجهیزات ماهواره را ممنوع می‌کرد، با ماده‌ای که تولید ماهواره را ممنوع می‌کرد مخالفت کرد. شرکت‌های زیرمجموعه دستگاه او ماهواره تولید می‌کردند.
در این دوره پست بانک ایران به پیشنهاد غرضی به منظور خدمت‌رسانی در کنار پست و بانک در مناطق محروم تأسیس شد.
همچنین با اصرار او فرودگاه بین‌المللی پیام «به منظور ارسال محصولات پستی، به ویژه پست هوایی، به مقصد کشورهای گیرنده یا دریافت آنها» تأسیس شد.
در آخرین سال‌های ریاست جمهوری هاشمی، تبلیغی از تلویزیون پخش می‌شد که بی هیچ توضیحی می‌گفت ۵۵ = ۱. پس از مدتی توضیحاتی به همراه آن پخش شد که بیان می‌کرد معنای این عبارت این است که تعداد تلفنهای واگذار شده در آن دولت ۵۵ برابر تعداد تلفنهای واگذار شده تا سال ۱۳۵۷ بوده‌است. غرضی در انتخابات ریاست جمهوری این شعار را برگزید.
در دولت دوم ریاست جمهوری رفسنجانی، مهدی نصیری سردبیر مجله صبح ضمن انتشار چند سند اظهار داشت که فساد گستردهٔ اقتصادی و مدیریتی در وزارت پست و تلگراف و تلفن وجود دارد. این باعث شد غرضی از نصیری شکایت کند. غرضی و چهل نفر از مدیران و کارمندان عالی‌رتبه وزارتخانه به دادگاه آمدند. پس از دفاع نصیری هیئت منصفه دلایل او را محکمه پسند دانسته گفتند: «نشریه صبح دروغ ننوشته و به همین دلیل جرمی متوجه آنان نیست، اما به‌دلیل انتشار یک کاریکاتور موهن از آقای وزیر، به پرداخت ۳۰۰ هزار تومان جریمه نقدی محکوم می‌شود.» دادگاه نصیری را از اتهام نشر اکاذیب و افتراء تبرئه کرد ولی با وجود انتشار این اسناد که نشان‌دهنده تخلف بود مدعی العموم به سراغ وزیر نرفت.
وی همچنین مدتی رئیس دانشگاه بین‌المللی قزوین بود.

### نظام مهندسی
وی از زمان تأسیس سازمان نظام مهندسی ساختمان کشور تا سال ۱۳۸۹ که احمدی‌نژاد سید مهدی هاشمی را به ریاست آن گماشت، ریاست این سازمان را برعهده داشت. او در انتخابات سال ۱۳۹۱ این سازمان، نتوانست آرای کافی را کسب کند.
مجادله با قالیباف
غرضی در مراسم اعطای نخستین شناسنامه ملکی در استان تهران در جلسه شورای شهر تهران توقف در اجرای این طرح و ضعف در آن را ناشی از ضعف عملکرد مدیریت شهری دانست. در پاسخ، قالیباف شهردار تهران، از مهندسان ناظر که به اندازه کافی به نظارت نمی‌پردازند انتقاد کرد و گفت «مهندسان شما هستند که مردم را سرگردان کرده‌اند.» غرضی در پاسخ گفت که اگر چنین است جلسه را ترک خواهد کرد. البته نهایتاً این دو با یکدیگر روبوسی کردند.

## اعدام افسران ارتش
طبق گفته ناخدا هوشنگ صمدی، فرمانده تکاواران نیروی دریایی ارتش ایران که از مدافعان خرمشهر در نبرد با عراق بود، محمد غرضی با اعدام خودسرانه  ۱۹ نفر از افسران ارشد ارتش، ایران را در برابر حمله عراق به خرمشهر آسیب‌پذیر کرد. این اقدام محمد غرضی هیچ‌وقت پیگیری و در هیچ دادگاهی از ایشان بازخواست نشده است.        
ناخدا هوشنگ صمدی گفته است " آقای محمد غرضی که استاندار خوزستان بود ۴۵ روز مانده به جنگ ۱۹ افسر ارشد را در میدان صبحگاه لشکر ۹۲ زرهی اهواز اعدام کرد. چه برای این لشکر می‌ماند؟ ارتش با چه روحیه‌ای می‌خواهد بیاید و بجنگد؟"    

## دیدگاه‌ها
- غرضی با نگاه بخشی داشتن مخالف است. او می‌گوید: «هر جا نگاه بخشی داشتیم، هم آن بخش را از بین برده‌ایم هم دولت را.»[۵۰]
- سید محمد غرضی از مخالفین «بمب‌های همه‌کس کُش» می‌باشد. وی معتقد است که کسی که «موشک‌باران» را یاد دارد به «بمب همه‌کس کش» نمی‌خندد و معنی این اصطلاح را کسانی درک می‌کنند که در «دزفول» و «کردستان» و «حلبچه» و «خوزستان» و «تهران» شاهد کشته شدن نوزاد و کودک و نوجوان و جوان و سالمند زیر بمباران صدام بودند. اگر هنگام به زبان آوردن «بمب‌های همه‌کس کُش»، صدای آژیر وضعیت قرمز را پخش‌کنید، خواهید دید که خنده‌روی لب‌های شنونده می‌خشکد. چون آن هنگام است که معنای آن را درک می‌کند. کسانی که «بمب‌های همه‌کس کش» را دستمایه طنز قرار داده‌اند، یا دوران موشک‌باران را فراموش کرده‌اند یا اصلاً از نسلی هستند که آن روزگار را ندیده و تجربه نکرده‌اند.[۵۱]

### اقتصادی
او بزرگترین مشکل صد سال اخیر ایران را تورم می‌داند. به نظر او دولت نباید متورم باشد، یعنی بیش از درآمدهایش هزینه کند. به اعتقاد او دولت این هزینه را از جیب مردم می‌پردازد، و او می‌خواهد این دست دولت که در جیب مردم است را قطع کند. راهکار او برای مقابله با تورم ایجاد خدمات گسترده و فنی‌تر مانند دولت الکترونیک و اینترنت پرسرعت و قوانین و مصوبه‌ها به مردم سپرده شود تا جلوی رانت و فساد گرفته شود. باید قوانین را آزادانه در اختیار مردم قرار داد تا نظام اداری مردم را دچار مشکل نکند. او خدمات دولت هاشمی از جمله برقراری شبکه‌های برق، مخابرات و گاز را ضد تورم می‌داند.
او چاپ اسکناس و پول بی‌پشتوانه را خلاف می‌داند و با آن مخالف است.
غرضی معتقد است ناآرامی ایران پس از اعلام نتایج انتخابات ۱۳۸۸ اعتراضاتی نه غالباً به دلایل سیاسی بلکه بیشتر اعتراضاتی نسبت به وضع اقتصادی نامناسبی بود که دولت نهم ایران بر مردم تحمیل کرده بود.

### سیاسی
او قائل به اولویت کار بر سرمایه است. غرضی خود را نه اصلاح طلب و نه اصولگرا بلکه از متن انقلاب و از «طیف بسیار چپ و تند نظام اسلامی» می‌داند. او با تحزب مخالف است و به همین دلیل با محمدحسین بهشتی، از رهبران حزب جمهوری اسلامی اختلاف داشت. او خود را هرگز جزو هیچ گروه و دسته‌ای نمی‌داند. او معتقد است احزاب و گروه‌های سیاسی برای ایران فقط هزینه داشتند و هیچ فایده‌ای جز تبدیل دلار هفت تومانی به سه هزار و پانصد تومان به همراه نیاوردند.
در خصوص سفرهای استانی وی وظیفه دولت را مبارزه با تورم می‌داند و باور دارد در این سفرها حرفهای تکراری زده می‌شود.
او پایه جمهوریت را رای مردم می‌داند و باور دارد برای توسعه جمهوریت مردم باید با رای خود استانداران را انتخاب کنند. او آلمان و آمریکا را به دلیل فدرال بودن، انتخاب استانداران به دست مردم و پاسخگویی آن‌ها به مردم، در مقابل فرانسه، روسیه، چین و انگلستان دارای شهرهای آباد بیشتری می‌داند. با این وجود در پاسخ به پرسشی در مورد حکومت فدراتیو می‌گوید: «من این کلمات را نمی‌فهم چرا که این کلمات معنای خاص سیاسی دارد و مرا دچار سردرگمی می‌کند. من معتقدم که مردم هر استان باید استاندار خود را انتخاب کنند و معتقدم که حکومت‌های فدرال و فدرال پاسخگوی مردم نیستند. من معتقدم این کلمات باعث گرفتاری می‌شود.»
شرکت در انتخابات
غرضی نیامدن پای صندوق‌های رأی را امر خلاف شرع می‌داند. در انتخابات ریاست جمهوری سال ۱۳۸۸ او به مهدی کروبی رای داد.

### فرهنگی
به اعتقاد وی «فرهنگ نتیجه اعمال مردم در زندگی‌شان است بنابراین خود مردم فرهنگ را می‌سازند و اگر دولت‌ها خواستند فرهنگ بسازند از بین رفته‌اند.» او معتقد است دولت و برخی از اهالی فرهنگ در گذشته سعی کرده‌اند افکار خود را به مردم تحمیل کنند. به باور او فرهنگ تزریقی با مقاومت مردم روبرو می‌شود و فرهنگ مردم اکتسابی است. به اعتقاد او تولید هنر وقتی آغاز می‌شود که کشور غنی شده و حکومت مناسب داشته باشد. او هر فرهنگ تحمیلی از سوی دولت را محکوم به شکست می‌داند و قدرت سیاسی را تابع فرهنگ می‌داند. او خواهان اداره فرهنگ و هنر با تأسیس ان جی او از سوی اهالی آن و تنظیم روابط با دولت از این طریق است. او با سیاست اعطای سوبسید به سینماگر، نویسنده و اهالی هنر برای تولید کالای بدون خریدار مخالف است. به گفته او اکر دولت دست در جیب مردم کند فقرا نمی‌توانند روی پای خود بایستند و نتیجتاً از فرهنگ و علم و تخصص چیزی برجا نمی‌ماند و او با خصوصی‌سازی در فرهنگ مخالف است.
او ورزش را تخریبی می‌داند و آن را با وجود داشتن عظمت اجتماعی بی‌فایده می‌داند ولی اگر متقاعد شود که ورزش برای طول عمر مردم مفید است با آن موافق است. وی مطبوعات را عامل صالح نمی‌داند و به آن‌ها نزدیک نمی‌شود و معتقد است مطبوعات در ایران عنصری تحمیلی است. او می‌گوید با تماشای سینمای قبل از انقلاب به دلیل مغایرت با دین و فرهنگ به خود می‌لرزیده است. بعد از انقلاب فیلم کلاه قرمزی و قبل از انقلاب فیلم گاو را دیده است.
آموزش
معتقد است آموزش و پرورش فعلی بدرد نمی‌خورد و از زمان رضاشاه تابحال محفوظات را به خورد جوانان داده و با مدرک گرایی به آن‌ها قابلیت اشتغال نداده است. به اعتقاد او باید از نیروی انسانی بیشتر به عنوان نرم‌افزار استفاده کرد تا سخت‌افزار.

### انتظامی
وی معتقد است که گشت ارشاد تورم زا است. اینکه یک عده را علیه خود دشمن کنیم، این رویکرد باعث می‌شود هزینه‌ای را بر کشور خود متحمل می‌سازیم و انرژی‌ای که قرار است در مسیر درست به کار گرفته شود، در مسیری مانند گشت ارشاد و غیره هزینه شود.

## انتخابات

### اولین دوره مجلس شورای اسلامی (سال ۱۳۵۹)
اصفهان: ۳۰۶٬۱۴۵ رای، درصد آراء: ۷۷٫۵۰
او برای وزارت نفت در دولت مهدوی کنی استعفاء داد.

### اولین دوره شورای اسلامی شهر و روستا (سال ۱۳۷۷)
تهران: نفر پانزدهم، ۱۹۲۲۱۱ از یک میلیون و ۴۸۰ هزار و ۲۷۵ رای ماخوذه
او برای شرکت در انتخابات مجلس ششم از شورا استعفاء داد که موفق به راهیابی به این مجلس نشد.

### یازدهمین دوره ریاست جمهوری اسلامی ایران (سال ۱۳۹۲)

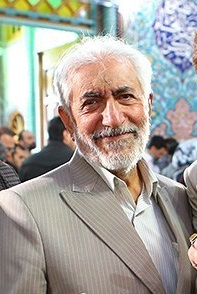
محمد غرضی در مسجد برای رأی گیری در سال ۹۲

سید محمد غرضی با حضور در ساختمان وزارت کشور برای کاندیداتوری در انتخابات یازدهمین دوره ریاست‌جمهوری ثبت‌نام کرد.
وی جزو ۸ فردی بود که صلاحیت آن‌ها برای انتخابات دوره یازدهم ریاست جمهوری، روز ۳۱ اردیبهشت ۱۳۹۲ از سوی شورای نگهبان تأیید شد. غرضی تأییدصلاحیت خودش را امری خدایی دانست و گفت که خدا را شکر می‌کند که جزو کسانی قرار نگرفته که آبرویش برود.
وی همچنین مدعی شده بود که در این دوره ۵۵ میلیون رای دارد، اما نهایتاً با کسب کمتر از پانصد هزار رأی در نتایج انتخابات نفر آخر شد. او مجموعاً ۵۹ میلیون تومان برای انتخابات هزینه کرد.

### پنجمین دوره مجلس خبرگان رهبری (سال ۱۳۹۴) ودهمین دوره مجلس شورای اسلامی (سال ۹۵–۱۳۹۴)
در سال ۱۳۹۴، غرضی با بیان این که ۶۰ سال به فقه شیعه عمل کرده در انتخابات خبرگان رهبری شرکت و برای دادن امتحان ابراز آمادگی کرد. او همچنین در انتخابات دهمین دورهٔ مجلس شورای اسلامی نیز شرکت نمود. صلاحیت وی برای انتخابات مجلس تأیید و برای انتخابات مجلس خبرگان رد شد.
وی در هفتم اسفندماه ۱۳۹۴ نتوانست آرا مورد نیاز برای حضور در مجلس دهم شورای اسلامی را کسب کرده و از ورود به مجلس بازماند.

### دوازدهمین دوره ریاست جمهوری اسلامی ایران (سال ۱۳۹۶)
سید محمد غرضی با حضور در نمایشگاه مطبوعات در پاسخ به این سؤال که آیا قصد شرکت در انتخابات ۹۶ را دارید گفت: من در این ۳۰ سال در خدمت انقلاب بوده‌ام و اگر عمری باقی باشد سال ۹۶ هم در انتخابات شرکت خواهم کرد. وی سرانجام در اردیبهشت ماه ۹۶ توسط شورای نگهبان رد صلاحیت شد و نتوانست به عنوان کاندیدا در این دوره شرکت نماید.